# Tandamalgam
Tandamalgam, dentalt amalgam, amalgamfyldninger eller amalgamplomber, også kaldet sølv- eller kviksølvplomber/fyldninger, er fyldninger i tænder fremstillet af amalgam, som er en blanding af kviksølv og andre metaller. Amalgamets fordele er at det er let og hurtigt at fremstille og bruge samt relativt billigt og holdbart. Amalgam udgør et erkendt miljø- og arbejdsmiljøproblem, og det mistænkes for at kunne forårsage adskillige sygdomme på grund af tungmetalforgiftning. Diskussionen om dette har varet i årtier. Alternativerne til tandamalgam er blandt andet plastfyldninger og keramikfyldninger.

## Historie
Sølvfyldninger i tænder har været brugt allerede i Kina i 600-tallet, men amalgam (dvs. kviksølvblandinger) blev først opfundet i 1600-tallet og udbredt i 1800-tallet. Det blev i mange år anset for giftigt og var forbudt af det amerikanske tandlægeforbund. I 1900-tallet blev tandamalgamet mere holdbart og fandt større udbredelse.

## Fremstilling og brug
Amalgamet fremstilles ved at blande kviksølv (som er tyktflydende ved stuetemparatur) med et pulver indeholdende de øvrige metaller. Det blandes i reglen i en maskine. Tidligere æltede klinikassistenten derefter amalgamet i håndfladerne for at holde det blødt. Når konsistensen er passende, fyldes amalgamet i den udborede tand, og efter yderligere nogle minutter er det hærdet.
En typisk sammensætning er 43-54 % kviksølv, 20-35 % sølv, ca. 10 % kobber, 2 % zink og en mængde tin. Der findes mange andre formuleringer på markedet. Indtil 1980'erne var det såkaldte kobberamalgam med langt højere kviksølvandel udbredt. Højere kviksølvindhold giver et blødere amalgam, som er nemmere og hurtigere at arbejde med.
I Danmark må amalgam i dag (2010) kun bruges til store fyldninger i kindtændernes tyggeflader. Det er forbudt til tandfyldninger i mælketænder.

## Sundhedsaspekter

### Tilhængeres standpunkt og forskning
Det traditionelle synspunkt har i mange årtier været at amalgamet er stabilt, og at det derfor ikke frigiver metal af betydning. Dette har også i mange år været den fremherskende holdning blandt danske tandlæger og myndigheder. Et andet argument for amalgam har hidtil været at alternativerne var for dårlige, fordi man ikke kunne dokumentere holdbarheden af plastfyldninger. Derudover er plastfyldninger mere besværlige at lave og tager mere tid.
Holdningen er dog generelt blevet afløst af et forsigtighedssynspunkt, hvor amalgam kun bruges til de tænder som udsættes for mere slid og pres, det vil sige store fyldninger i kindtænder. Der er i dag meget stor forskel på regler og praksis i forskellige lande.

### Skeptikeres standpunkt og forskning
Skeptikere mod amalgam mener at amalgam kan give kronisk kviksølvbelastning- eller forgiftning, hvilket kan manifestere sig i mangfoldige symptomer. Gennemgående er træthed og neurologiske skader, herunder føleforstyrrelser og psykiatriske tilstande (blandt andet autisme og ADHD hos børn).
Nogle tandlæger anbefaler at forbyde eller undgå kviksølv. De såkaldt ortomolekylære tandlæger arbejder efter særlig forsigtige retningslinjer og tilbyder at fjerne eksisterende tandplomber under sikkerhedshensyn (udsugning, afdækning og evt. indtagelse af aktivt kul, mundskylning med kelerende stoffer m.v.). Andre tandlæger kalder sig blot amalgamfri og udfører ikke amalgamplomber på klinikken.
Ud over tandamalgam fokuseres der også på tungmetaller fra fødevarer, miljøet og særlig fra vacciner (kviksølvforbindelsen thiomersal).

### Fordampning
Der kan registreres fordampning af kviksølvet fra amalgamet, men der er ikke enighed om hvilken betydning det har. Tilhængere af amalgam mener, at der er tale om minimale mængder uden betydning. Modstanderne mener derimod at kviksølvet spredes og optages i organismen på denne måde.

### Galvanisk nedbrydning
Amalgamskeptikerne advarer mod kombinationen af guld og amalgam. (I en galvanisk proces nedbryder det mere ædle metal de mindre ædle metaller). Et studie har påvist elektriske spændingsforskelle mellem amalgam- og guldfyldninger samt mellem fyldningerne og mundhulen, hvilket tyder på en galvanisk proces med spyttet som elektrolyt. Nogle hævder at også blandingen af metaller i selve amalgamet kan medføre galvanisk nedbrydning (sølv angriber kviksølv).
Et østrigsk studie fra 1979 påviste at kviksølv også kunne findes i tandens nedre dele, tandrødderne, og i kæbeknoglen. Ifølge studiet vandrer kviksølvet fra fyldningerne langsomt ned og indlejrer sig i tandrødder og kæbeknogle. Tandrøddernes kviksølvindhold steg i takt med plombernes alder. En amalgamfyldt tand som befandt sig ved siden af en guldfyldning viste et særlig højt indhold af kviksølv, hvilket forklares med den galvaniske proces. Der fandtes også små mængder kviksølv i tænder som ikke havde nogen plombe.
Tilsvarende bekymringer gælder for piercinger i kombination med amalgam.

### Individuelle forskelle
Det er endnu ikke klarlagt hvorfor nogle personer tilsyneladende kan tåle kviksølvet, mens andre ikke kan. Tilhængere af amalgam hævder derfor at der slet ikke er tale om tungmetalforgiftning, men andre og uforklarlige lidelser (f.eks. psykosomatik). Andre forskere mener at der kan være individuelle forskelle i menneskers evne til at udskille metallerne, forskelle i immunsystemet eller særlige infektioner.

### Optagelse i kroppen
Amalgamskeptiske forskere mener at mikroorganismer (bakterier og svampe i mundhule og tarme) kan spille en rolle i omsætningen af kviksølvet. For eksempel omsætter svampearten candida metallisk kviksølv til det organiske metylkviksølv, som er langt skadeligere.
I et canadisk studie indsatte man amalgamplomber i tænderne på gravide får. Kviksølvet var den radioaktive isotop Hg-203, hvorved man kunne spore metallet og udelukke kviksølv fra miljø- og fødepåvirkning. Kviksølvet blev især optaget i moderfårets nyre og lever, i fostrets lever samt i moderkagen og modermælken.

## Arbejdsskader
Ca. 800 danske tandklinikansatte har anmeldt arbejdsskader, som de mener skyldes kviksølvforgiftning. Frem til 1980'erne var det almindeligt at ælte amalgamblandingen direkte i håndfladerne. Klinikassistenternes gener er blandt andet neurologiske skader, træthed m.v., der kunne tolkes som tegn på kviksølvforgiftning.
Fagforbundet HK støtter de tidligere klinikassistenter. Sagen blev behandlet i et DR-program i 2005.
Arbejdsskadestyrelsen bebudede en undersøgelse, som er afsluttet i maj 2010, men endnu ikke færdig (i juli 2010). I 2007 og 2008 meddelte styrelsen som delkonklusion at klinikassistenterne ikke kunne få anerkendt deres lidelser som arbejdsskader. HK har kritiseret undersøgelsen.
Tyske undersøgelser har påvist meget høj koncentration af kviksølv i støv fra tandlægeklinikker (65712 mikrogram/kg) i forhold til støv fra normale boliger (398 mikrogram/kg).

## Regler og myndighedskrav

### Økonomi
Den Offentlige Sygesikring bevilgede i mange år intet eller kun et lille tilskud til plastfyldninger. Det skyldes blandt andet at amalgamtilskuddet var fastlagt i 1960'erne, hvorefter det fulgte prisudviklingen. Plasttilskuddet kom i 1985, hvor Sygesikringens økonomi var mere stram.

### I Norden
Den svenske socialstyrelse (svarende til sundhedsstyrelsen) har retningslinjer om at amalgam ikke må være førstevalg til tandfyldninger. Der er ikke offentligt tilskud til amalgamfyldninger. Efter at tilskuddet til amalgam bortfaldt, har man konstateret et fald i antallet af amalgamfyldninger. Amalgam bruges kun i 0,05 % af det totale antal fyldninger hos børn og 1,84 % hos voksne.
Det norske Sosial- og Helsedirektorat har lignende retningslinjer (men fri prisfastsættelse og intet tilskud til tandlægebehandling).
I Finland har myndighederne påbudt reduceret brug af amalgam allerede i 1993. Det bruges kun hvis andre materialer ikke kan bruges.

### Udfasning og forbud
CD, KrF og DF foreslog i 2001 forbud mod amalgam hos gravide og børn op til 19 år.
Sundhedsstyrelsens rapport fra 2006 anbefalede at udfase brugen af amalgam. Begrundelsen var kviksølvudslip til miljøet, men ikke påvirkning af patienters og personales helbred. Rapporten erkendte at amalgam afgiver kviksølvdampe, men konkluderede:
Epidemiologiske undersøgelser har ikke med sikkerhed kunnet påvise nogen
sundhedsfare forårsaget af kviksølv fra sølvamalgamfyldninger (for oversigt se
Clarkson 2002). Life Science Research Office i USA konkluderer ligeledes, at der
ikke er fundet tilstrækkelig bevis for en kausal sammenhæng mellem
amalgamfyldninger og humane helbredsproblemer med undtagelse af allergiske
reaktioner hos enkelte individer (Brownawell et al. 2005). Selv om det vil være
vanskeligt helt at udelukke beskedne negative påvirkninger, eventuelt hos særligt
sårbare persongrupper, så fandtes der ikke påviselige effekter i to nyligt
gennemførte neuropsykologiske undersøgelser på børn, som fulgtes i op til 7 år
(Bellinger et al. 2006, DeRouen et al. 2006).
Anvendelse af amalgam som fyldningsmateriale synes således at være forbundet
med meget begrænsede sundhedsrisici.
Arbejdsformen i de officielle rapporter er generelt delt i to fagområder. Tandlæger står for det tandfunktionelle, hvor der kræves bevis for at plastfyldninger er gode nok (lige så stærke som amalgam). Toksikologer (læger) står derimod for det lægefaglige, hvor der alene kræves fravær af beviser for at amalgam er farligt. Der stilles altså krav om positiv bevisførelse (forsigtighedsprincippet) for plastfyldninger, mens amalgam frikendes på baggrund af en negativ bevisførelse.
Sundhedsstyrelsens rapport fra 2006 bygger alene på en sammenstilling af bestående forskning og er udarbejdet af tre tandlæger, hvoraf én er embedsmand i styrelsen, og en professor i toksikologi, der er fast rådgiver for styrelsen.

## Eksterne links
- Wikimedia Commons har flere filer relateret til Tandamalgam